# Bataille de l'Ochsenfeld
Guerre des Gaules
Batailles
- Magetobriga (60)
- Arar (58)
- Cavillonum (58)
- Bibracte (58)
- Ochsenfeld (58)
- L'Aisne (57)
- Le Sabis (57)
- Octodure (57)
- Morbihan (navale) (56)
- Vernix (56)
- Expéditions en Bretagne (55 et 54)
- Aduatuca (54)
- Avaricum (52)
- Gergovie (52)
- Lutèce (52)
- Alésia (52)
- Uxellodunum (51)

Cette bataille, appelée bataille des Vosges, bataille en Alsace ou bataille de l'Ochsenfeld, au vu de l'incertitude sur sa localisation, voit la victoire des Romains commandés par Jules César, général et proconsul des Gaules, sur le roi suève Arioviste, selon certaines sources en Alsace ou en Franche-Comté, chassant les Germains de l'autre côté du Rhin. C'est la deuxième bataille majeure de la Guerre des Gaules après celle de Bibracte contre les Helvètes et les Boïens.

## Prémices
Il semble qu'Arioviste ait traversé le Rhin vers 72 av. J.-C., ainsi que des populations suèves des vallées du Neckar et du Main. Au fil des ans, les peuples germaniques traversent le Rhin et atteignent près de 120 000 personnes. 
Les Éduens et leurs alliés affrontent les Germains aidés de leurs alliés gaulois Arvernes et Séquanes, mais sont sévèrement battus, perdant une grande part de leur aristocratie. Les Séquanes sont pourtant les principales victimes de l'invasion germanique, Arioviste s'étant emparé de leurs terres pour les siens et 24 000 Harudes, peuplade germanique alliée. Ainsi, petit-à-petit, de nombreux Germains s'installent en Gaule, où les terres sont plus fertiles que celles d'outre-Rhin. 
Les Séquanes s'unissent alors aux Éduens et d'autres peuples gaulois pour leur faire face. Mais cette coalition est défaite le 15 mars 60 av. J.-C. à la sanglante bataille de Magetobriga ou Admagetobriga. Après ces événements, Arioviste se conduit en despote envers ses vassaux gaulois.
Les Éduens envoient alors des ambassadeurs à Rome réclamer de l'aide. Dans l'espoir d'amadouer Arioviste et de calmer ses appétits de conquête, le Sénat lui octroie le titre d'« Ami du peuple romain ». Jules César, nommé Consul des Gaules en 59 av. J.-C. s'efforce de convaincre le roi germain de suspendre ses interventions en Gaule,,,. Cependant ce dernier continue de harceler ses voisins gaulois. Cette menace incite Éduens et Séquanes à en appeler à César, récent vainqueur des Helvètes. Il est le seul à pouvoir empêcher militairement Arioviste d'étendre sa domination sur le nord-est de la Gaule depuis ses bases alsaciennes et franc-comtoises.
Jules César décide de repousser Arioviste, estimant qu'il est dangereux pour l'avenir de laisser des Germains traverser le Rhin en grand nombre, et craignant qu'une fois la Gaule soumise, les Germains ne s'en prennent à la Transalpine et à l'Italie même, comme les Cimbres et les Teutons l'avaient fait quelque quarante années auparavant. Tout d'abord, il envoie des ambassadeurs à Arioviste, lequel refuse un entretien en terre gauloise et déclare que les Romains n'ont pas à s'occuper des affaires germano-gauloises. De plus, il fait valoir son droit de rester en Gaule sur des terres qu'il a conquises. César envoie alors un ultimatum au roi germain, davantage pour l'irriter que pour l'effrayer et l'amener à s'exposer,, lui signalant qu'il ne serait encore considéré comme un « ami du peuple romain » que s'il respecte les exigences suivantes :
- ne plus transférer des populations germaniques d'outre-Rhin en Gaule ;
- restituer les otages éduens qu'ils détiennent et d'accepter des Séquanes qu'ils en fassent autant ;
- ne pas provoquer de nouvelles guerres contre les Éduens et leurs alliés.

S'il refuse ces conditions, César lui fait également savoir que le Sénat autorise le proconsul à défendre les Éduens et les autres alliés de Rome.  Arioviste répond avec hauteur que les Éduens sont ses vassaux par le droit de la guerre, il met au défi César de l'emporter sur lui en lui rappelant la valeur de son armée, jamais défaite à ce jour. De plus, des Suèves pourraient encore grossir ses rangs.
Arioviste se met en marche en direction de Vesontio (aujourd'hui Besançon), la capitale des Séquanes. C'est le prétexte que souhaitait César pour partir en campagne. Il s'avance à marche forcée pour rejoindre l'oppidum gaulois avant le Germain. Une fois entré dans la ville, il y installe une garnison. À ce moment, l'armée romaine est saisie d'une vive inquiétude à l'idée d'affronter des ennemis précédés d'une redoutable réputation et qui se renforcent de jour en jour. César doit haranguer ses soldats pour leur redonner courage,.

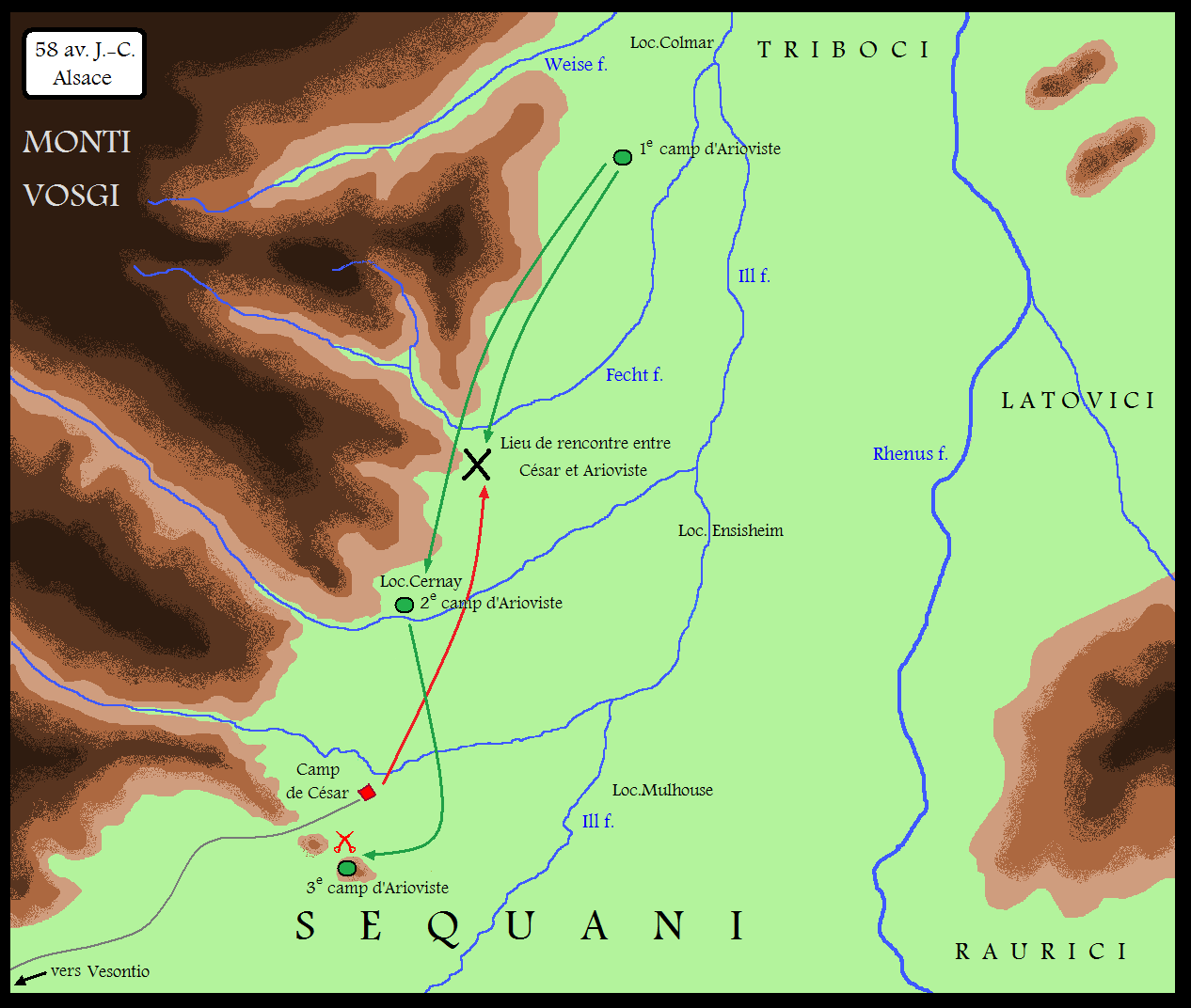
Une reconstitution de la campagne de César contre les Germains en 58 av. J.-C. (se basant sur l'hypothèse que la bataille se déroule dans la plaine de l'Ochsenfeld).

## Campagne avant la bataille
Début août, peu de jours après son entrée à Vesontio, César reprend sa progression vers  Arioviste qui se situe peut-être à une quarantaine de kilomètres. C'est alors que le roi germain demande à son tour une entrevue à César dans une vaste plaine, à mi-distance des deux camps. César y réitère ses exigences et Arioviste lui rappelle que ce sont les Gaulois qui l'ont initialement appelé sur leurs terres, qu'il a vaincu les Éduens sur le champ de bataille, et que le droit de la guerre l'autorise à en faire ses vassaux. César refuse ces arguments et se retire, aussi parce que les cavaliers germains provoquent la garde qui l'accompagne,.
Arioviste déplace son camp et s'approche à une dizaine de kilomètres de César. Le lendemain, il tente de couper le ravitaillement romain en traversant la forêt. De nombreuses escarmouches ont lieu mais Arioviste refuse le combat en ligne et préfère envoyer 6 000 cavaliers et autant de fantassins pour déstabiliser son ennemi. Après plusieurs journées d'escarmouches, César fait édifier un second camp plus proche de celui des Germains tandis que les efforts de ces derniers pour l'en empêcher échouent. Des deux côtés, des affrontements de cavaliers entraînent d'importantes pertes, et les Germains manquent de s'emparer du camp romain par surprise.

## Déroulement de la bataille

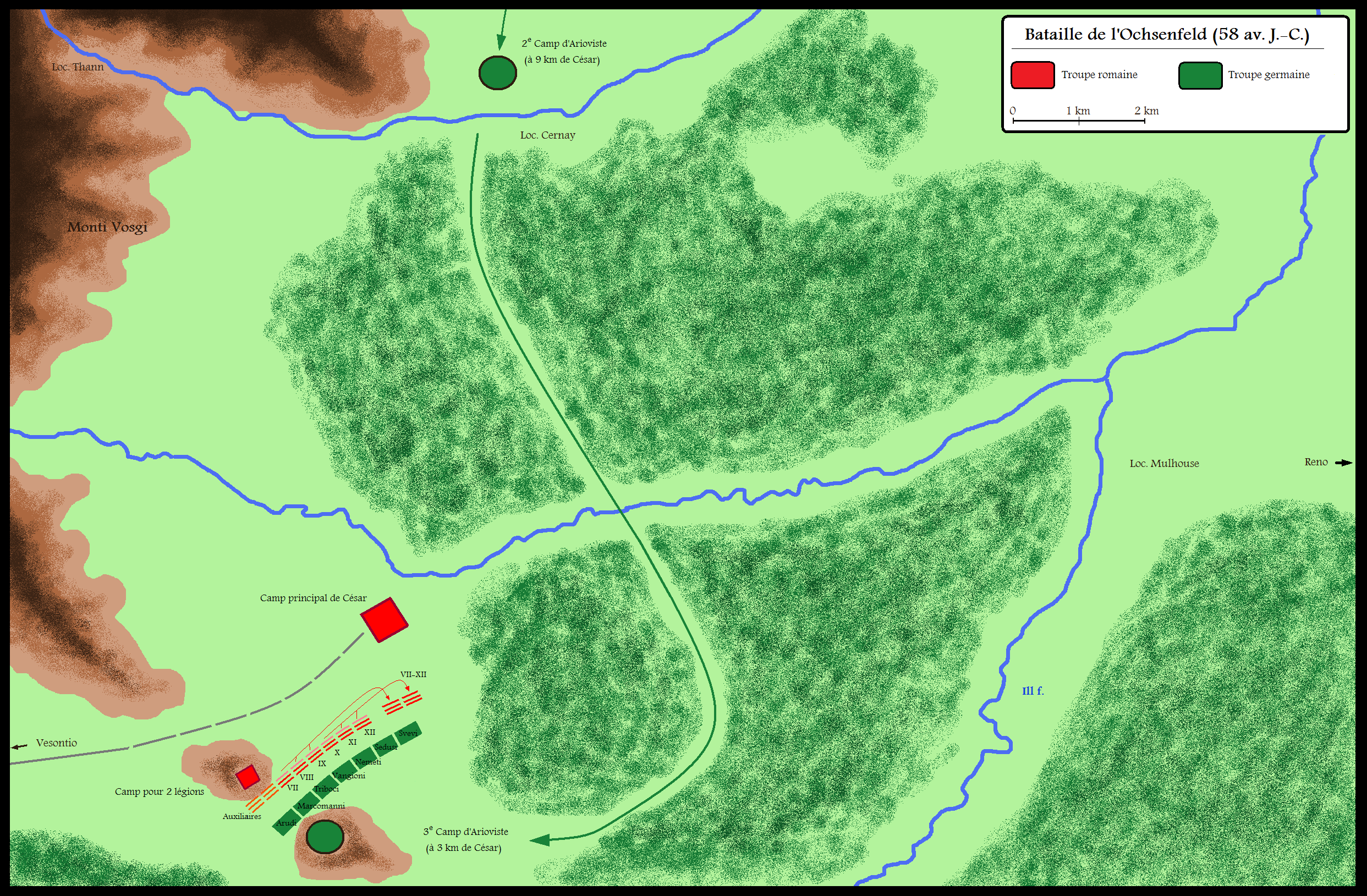
Bataille de l'Ochsenfeld opposant Jules César à Arioviste (se basant sur l'hypothèse que la bataille se déroule dans la plaine de l'Ochsenfeld).

Le lendemain, César veut en finir. Il déploie ses troupes, les auxiliaires devant le second camp, et les six légions s'étendant jusqu'au premier camp, sur trois lignes. Puis il fait avancer son armée forte d'environ 35 000 hommes. Arioviste, qui en a presque le double, dispose ses guerriers regroupés par leur nation d'origine : Harudes, Marcomans, Triboques, Vangions, Némètes, Sédusiens et Suèves. Autour de ses troupes, des chariots interdisent aux hommes la fuite.
Le combat s'engage sur l'aile droite romaine et tourne immédiatement à un furieux corps à corps, les soldats n'ayant pas eu le temps d'envoyer leurs armes de jet avant le contact. Les Germains se regroupent en phalanges. Ils sont enfoncés sur leur aile droite mais se renforcent à gauche et, sous le nombre, les Romains plient. Le jeune lieutenant de César qui mène la cavalerie, Publius Crassus, prend l’initiative d’envoyer la troisième ligne des légions à l’appui de l’aile gauche qui perd pied. Cette initiative assure la victoire. 
À partir de ce moment, les restes de l'armée ennemie sont massacrés avec une partie des femmes et des enfants qui étaient en arrière, ou rejetés au-delà du Rhin. Arioviste, blessé, réussit à repasser le fleuve sur une barque, le Rhin étant une frontière naturelle difficilement franchissable . Appien parle de 80 000 morts du côté des Germains, chiffre probablement exagéré, mais repris cependant par Carcopino.

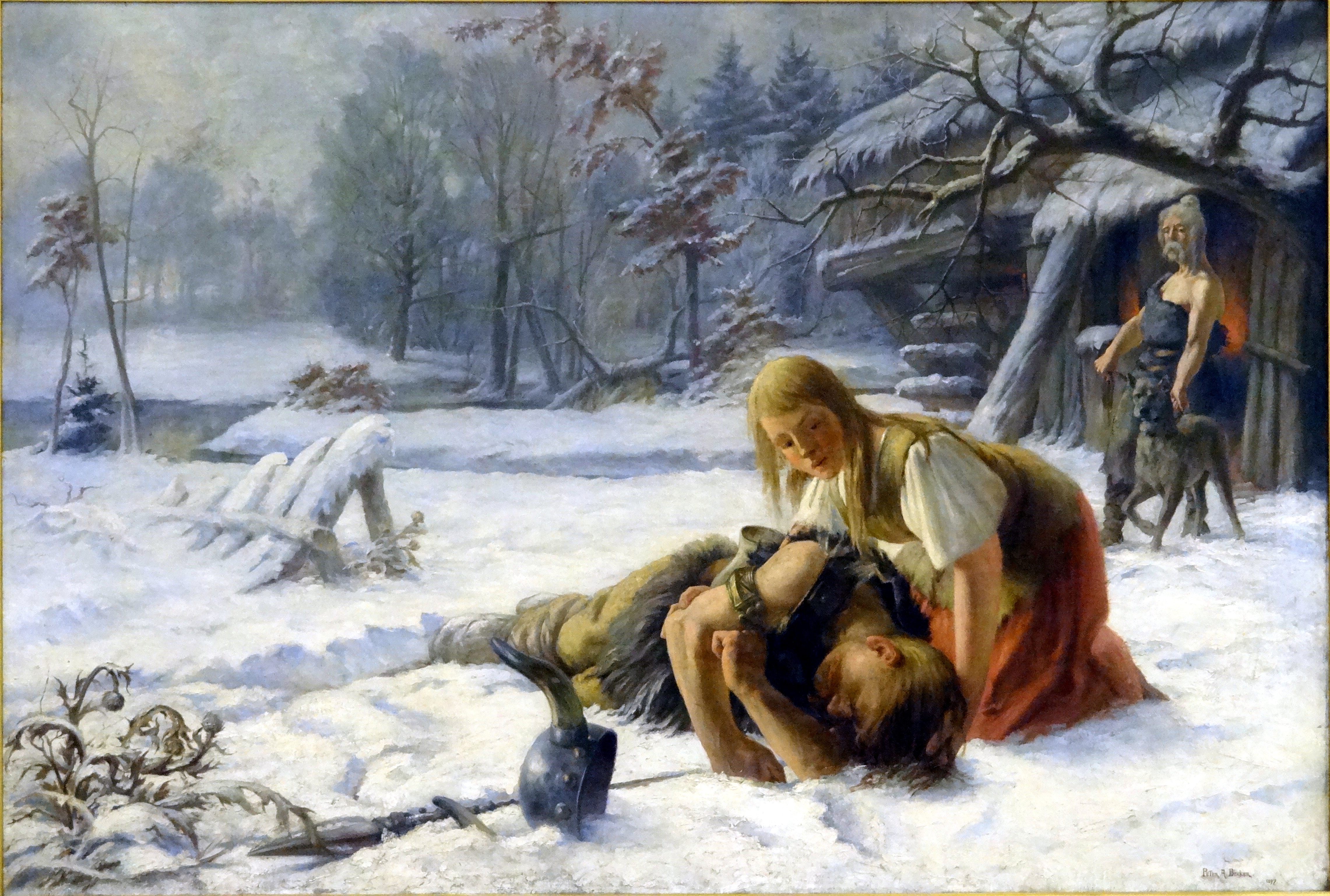
Peter Becker, Fondation légendaire de Mulhouse. Selon la légende, à l'issue de cette bataille, un guerrier suève blessé recueilli par la fille d'un meunier aurait fondé la ville de Mulhouse.

## Conséquences
Après cette victoire, César ajoute à son proconsulat les territoires évacués par les Germains. Ayant mis fin en une seule campagne à la migration des Helvètes puis à l'invasion germanique, il installe les quartiers d'hiver de son armée chez les Séquanes puis regagne la Gaule cisalpine, laissant à Titus Labienus le commandement des légions. Cette campagne de 59 av. J.C. donne à Rome un droit de regard sur les terres reconquises, que César ne réclame ni ne rejette.
À Rome, ses adversaires réagissent négativement : son affrontement contre Arioviste, qui a la qualité d’« ami du peuple romain », accordée d'ailleurs sous le consulat de César, scandalise Caton qui proclame qu’il faut laver cette trahison de la parole romaine en livrant César aux Germains. César se justifiera longuement dans ses Commentaires en détaillant ses négociations avec l’agressif Arioviste, lui faisant même dire que « s’il tuait [César], il ferait une chose agréable à beaucoup de chefs politiques de Rome, ainsi qu’il (Arioviste) l’avait appris par les messages de ceux dont cette mort lui vaudrait l’amitié, ».

## Lieu de la bataille
Par le passé, des historiens situent la bataille dans la plaine d'Alsace, soit tout près de Belfort, soit au pied des Vosges entre Mulhouse et Aspach. La distance donnée par César de 50 000 pas jusqu'au Rhin correspondrait à la Haute-Saône voir à Vesontio d'après certaines sources.
Des fouilles entreprises entre Cernay et Wittelsheim ont permis dans les années 1970 de mettre au jour les vestiges d'un camp romain sur la plaine de l'Ochsenfeld,. Cette localisation dans la plaine d'Alsace est aujourd'hui acceptée par la majorité des historiens. Mais la localisation précise de la bataille reste indéterminée.

### Sources
- Jules César (trad. Désiré Nisard), La Guerre des Gaules, Didot, Paris, 1865 (lire en ligne).
- Jérôme Carcopino, Jules César, Paris, Presses universitaires de France, 1990, 6e éd., 591 p. (ISBN 978-2-130-42817-6).